# Gerard Seghers
Gerard Seghers (Antwerpen, gedoopt 17 maart 1591 – aldaar, 18 maart 1651), ook Zegers genoemd, was een Vlaamse barokschilder, kunstverzamelaar en kunsthandelaar. Hij is bekend voor zijn genrescènes, grote altaarstukken en historische en allegorische werken.  Na een periode van studie en verblijf in Italië keerde hij terug naar de Zuidelijke Nederlanden waar hij een van de belangrijkste vertegenwoordigers werd van de Caravaggisten. De Caravaggisten maakten deel uit van een internationale beweging van Europese kunstenaars die het werk van Caravaggio en de volgelingen van Caravaggio op een persoonlijke manier interpreteerden. In zijn latere carrière verliet hij de caravaggistische stijl en genremotieven en werd een belangrijk schilder van grote altaarstukken voor lokale kerken.

## Levensloop
Hij was de zoon van Jan Seghers en Ida de Neve. Hij was waarschijnlijk niet verwant aan de jezuïet en schilder Daniël Seghers. Op 12-jarige leeftijd werd hij ingeschreven als leerling bij het Antwerpse Sint-Lucasgilde. Het is niet duidelijk wie zijn leraar was. Mogelijk was hij een leerling van Abraham Janssens, Hendrick van Balen en of Caspar de Crayer (de vader van de bekendere Gaspar de Crayer). Hij vertoonde al veel talent op jonge leeftijd. In 1608, op zeventienjarige leeftijd, was hij al meester bij de Antwerpse Sint-Lucasgilde.

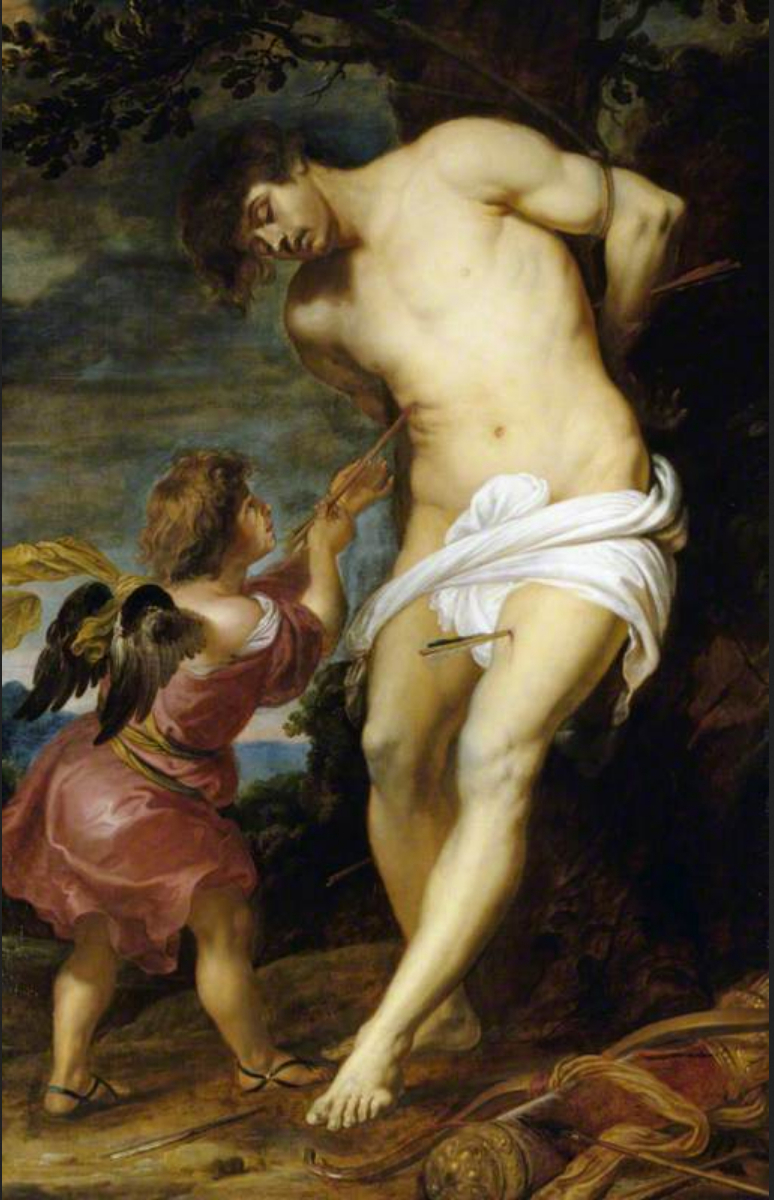
linksSint Sebastiaan getroost door een engel

In 1611 werd Seghers lid van de Sodaliteit der Bejaarde Jongmans, een broederschap voor vrijgezellen opgericht door de jezuïetenorde. Het lidmaatschap van de Sodaliteit bestond voornamelijk uit burgers uit de elite en rijke middenklasse, waaronder kunstenaars en kooplieden.Door hun lidmaatschap van de Sodaliteit kregen kunstenaars toegang tot een belangrijk netwerk van contacten die hun carrière ten goede konden komen.
Hij reisde naar Italië waar hij rond 1611 in Napels werkte voor de Spaanse onderkoning. Later verhuisde hij naar Rome waar hij werkte voor kardinaal Antonio Zapata y Cisneros en de Spaanse ambassadeur. In Rome ontmoette hij de volgelingen van Caravaggio, die zelf een paar jaar voor Seghers aankomst in Rome was overleden. Vooral Bartolomeo Manfredi had een grote invloed op zijn vroege werk. Manfredi was een van de naaste volgelingen van Caravaggio en was op het hoogtepunt van zijn roem toen Seghers in Rome aankwam. Seghers raakte sterk in de ban van het werk van Manfredi. Hij ontmoette waarschijnlijk ook de Nederlandse en Vlaamse Caravaggisten die in Rome verbleven, zoals Gerard van Honthorst, Dirck van Baburen en Jan Janssens, en mogelijk ook Hendrik ter Brugghen en Theodoor Rombouts. Hun werk is gekarakteriseerd door een sterke belichting en een dramatisch clair-obscur. Er wordt aangenomen dat hij in Italië in opdracht werkte en zijn werken naar de Antwerpse kunsthandel Goetkint stuurde. Tegelijkertijd gebruikte Seghers het verblijf in Italië om zich verder te bekwamen als schilder en kopieën te maken naar beroemde Italiaanse schilderijen.

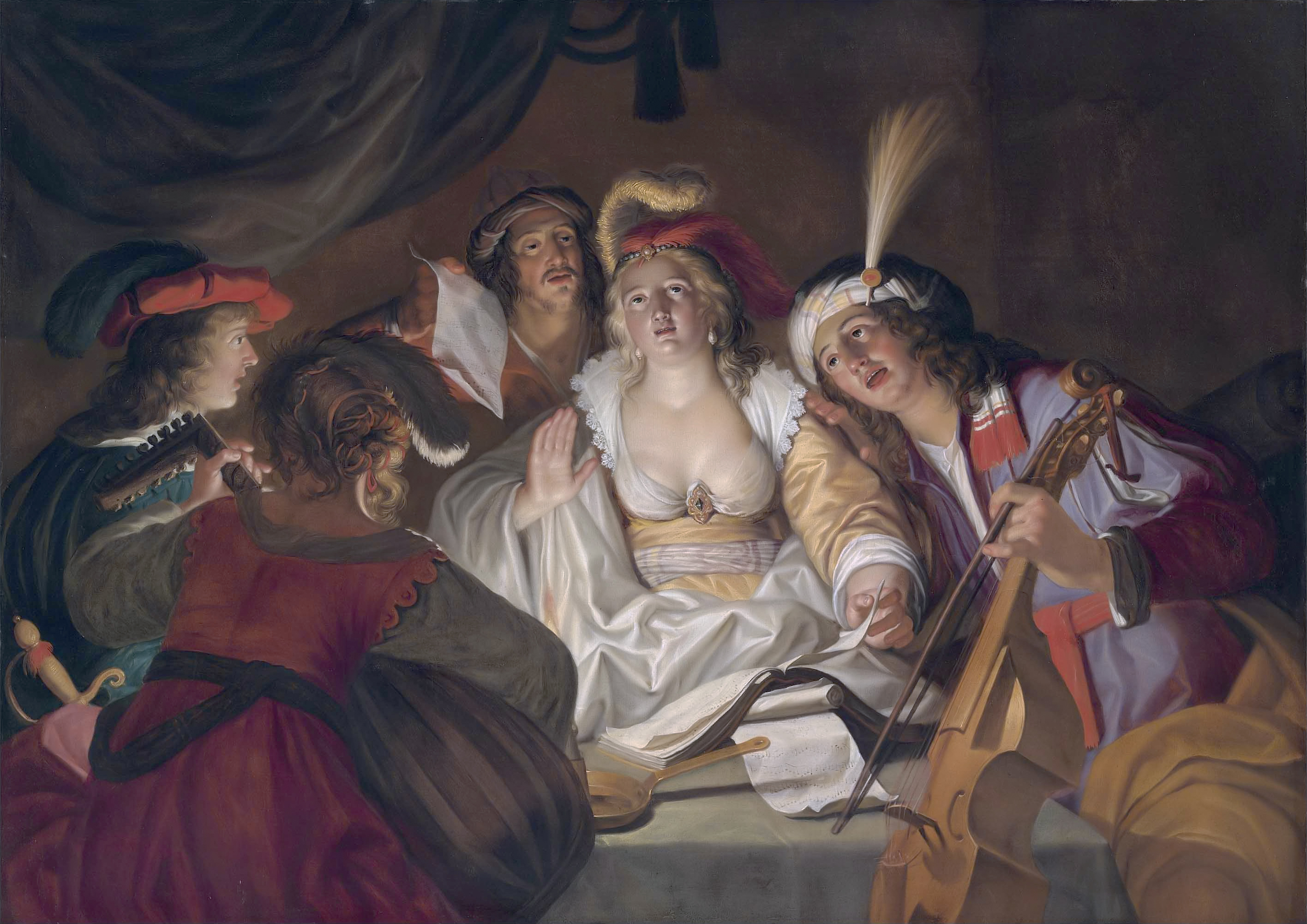
Een musikaal gezelschap

De Spaanse kardinaal Antonio Zapata y Cisneros overtuigde Seghers om naar Madrid te gaan. Hij reisde in 1616 naar Madrid in het gezelschap van de Italiaanse kunstenaars Bartolomeo Cavarozzi en Giovanni Battista Crescenzi. Hij meldde later dat hij in Spanje in dienst was van koning Filips III van Spanje. Het ontbreken van vermeldingen van de kunstenaar in contemporaine Spaanse bronnen, doet echter twijfels rijzen over dit vermeende verblijf in Spanje.  In het najaar van 1620 was hij terug in Antwerpen en het jaar daarop assisteerde hij Rubens bij de decoratie van de Sint-Carolus Borromeuskerk van Antwerpen. In 1621 trouwde Seghers met Catharina Wouters (geb. 1656) die uit een vooraanstaande familie kwam. Het echtpaar zou elf kinderen krijgen waarvan er één, Jan Baptist (1624-1670), ook schilder werd.  In 1624 werd hij consulent van de Sodaliteit der getrouwden, een broederschap van getrouwde mannen opgericht door de jezuïetenorde. Aangenomen wordt dat hij in de periode 1624 tot 1627 in Utrecht bezocht of verbleef waar hij de vooraanstaande carravagist Gerard van Honthorst zou hebben ontmoet die hij waarschijnlijk kende uit Rome.
In Antwerpen was Seghers succesvol als schilder en kunsthandelaar en kon hij zich een huis aan de modieuze Meir veroorloven. Hij werd begunstigd door vele kloosterorden, waaronder de Jezuïeten, die altaarstukken bij hem bestelden. Hij was in dienst van het stadsbestuur van zowel Antwerpen als Gent als een van de vele kunstenaars die meewerkten aan de feestversieringen voor de Blijde Intrede van kardinaal-infant Ferdinand van Oostenrijk, de nieuwe landvoogd van de Zuidelijke Nederlanden, in 1635. Seghers' bijdrage aan de Gentse decoraties was gebaseerd op een ontwerp van Rubens en werd later gegraveerd door Jacob Neefs met de titel Belgica smeekt Karel V om Ferdinand het land te laten regeren en gepubliceerd door Jan van Meurs in Antwerpen in een publicatie over de Blijde Intrede in Gent.  Seghers werd op 25 juni 1637 benoemd tot hofschilder van de kardinaal-infant.

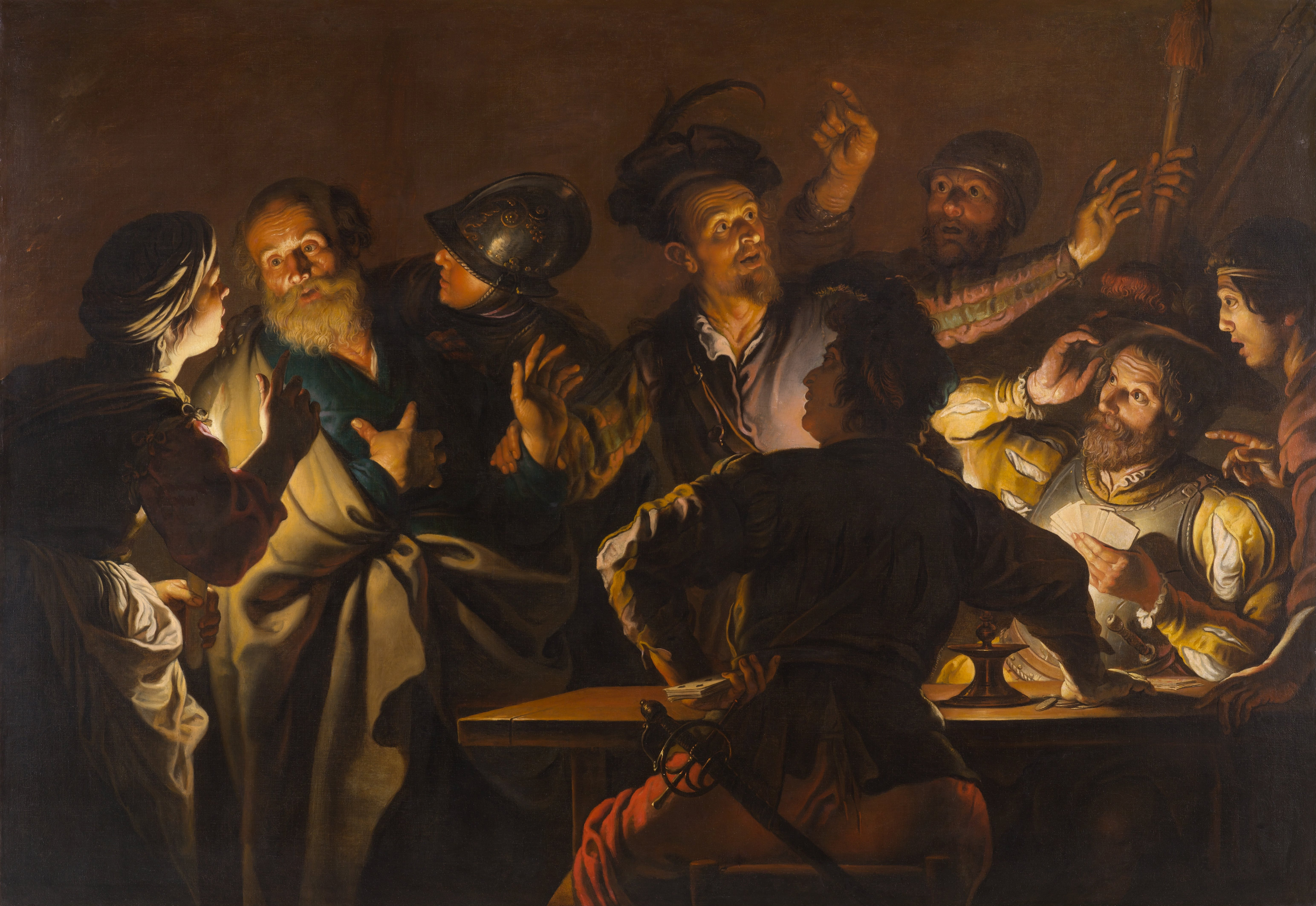
De ontkenning van Sint Pieter

Seghers was in 1645 deken van het Antwerpse Sint-Lucasgilde. Seghers was sinds zijn terugkeer naar Antwerpen in 1620 lid van de rederijkerskamer genaamd De Violieren.  Verder werd hij lid van het Gilde der Romanisten, een genootschap van notabelen en kunstenaars dat van de 16e tot de 18e eeuw actief was in Antwerpen. Voorwaarde voor lidmaatschap was dat het lid Rome had bezocht. In het jaar 1637 koos de Gilde der Romanisten Seghers als haar deken. Tegen de tijd dat hij in 1651 in Antwerpen stierf, was Seghers een rijk man die een comfortabel huis en een uitgebreide kunstcollectie bezat.
Hij had veel leerlingen waaronder zijn zoon Jan Baptist, Peter Franchoys, Frans Lucas Peters (I), Pieter Verbeeck (II), en Thomas Willeboirts Bosschaert.
Na 1630 werd het kleurenpalet van Gerard Seghers veel lichter en vanaf dan is de invloed van Peter Paul Rubens te merken in schilderijen zoals De aanbidding van de Wijzen in de Onze-Lieve-Vrouwekerk te Brugge. In 1637 werkte hij voor Ferdinand van Oostenrijk, werd voorzitter van de gilde in 1646 en na de dood van Rubens de bekendste en rijkste schilder van zijn tijd. Thomas Willeboirts Bosschaert, Peter Franchoys en mogelijk Jan Miel waren leerlingen van hem.

## Werken
- Ecce Homo, c. 1650, Sint-Pieterskerk in Leuven

## Galerij

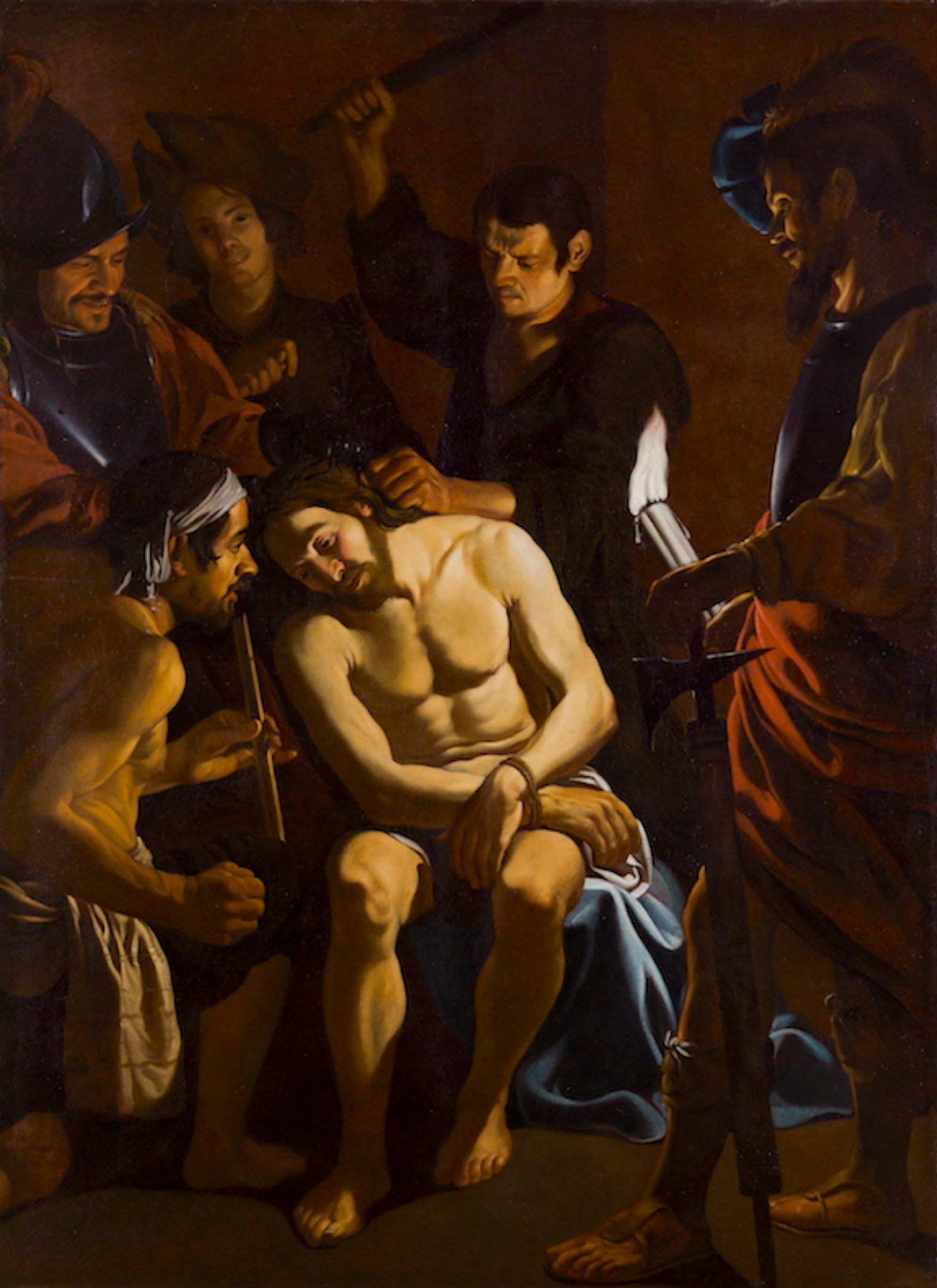
De bespotting van Christus
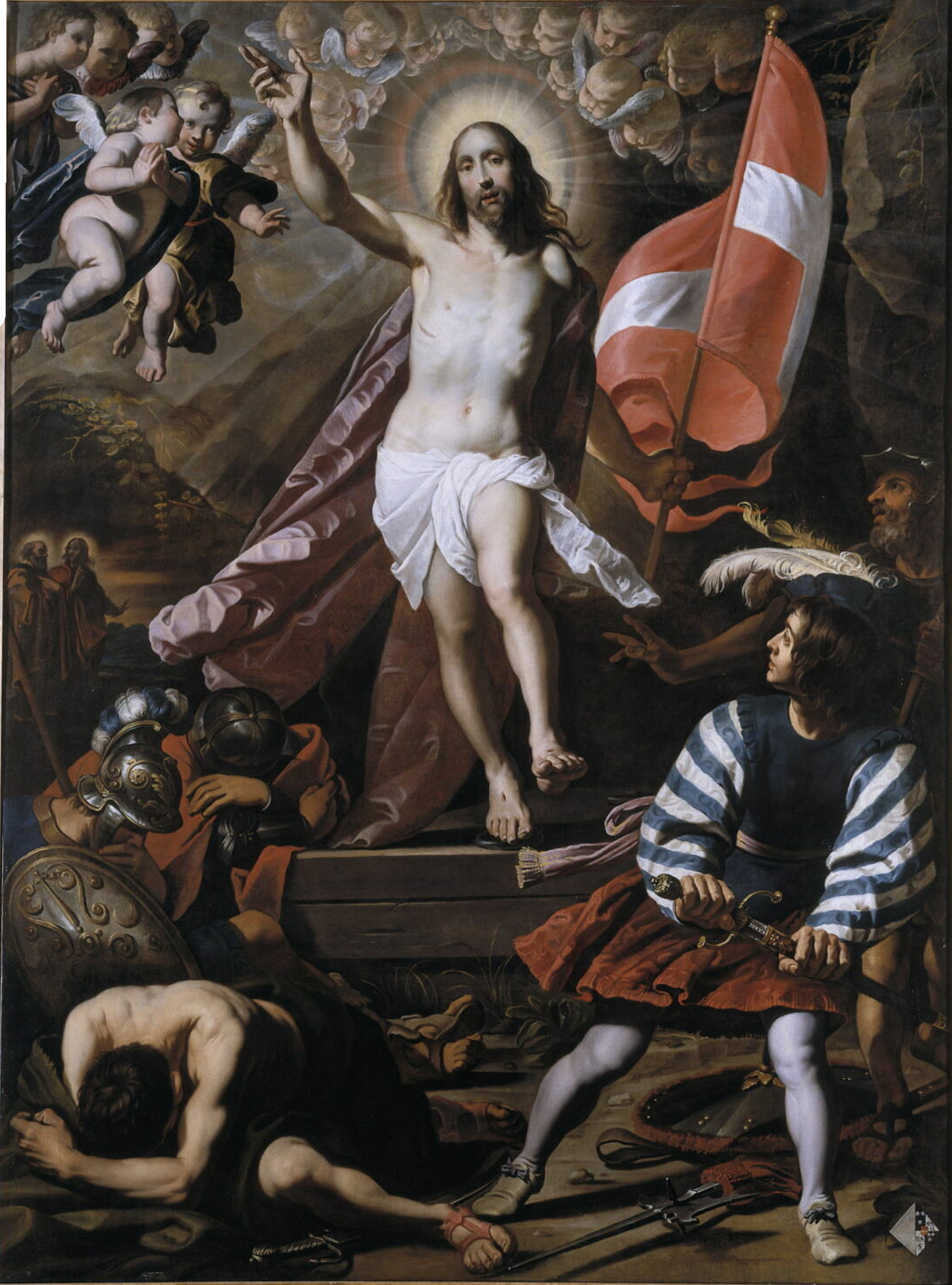
De Wederopstanding van Christus,  Louvre
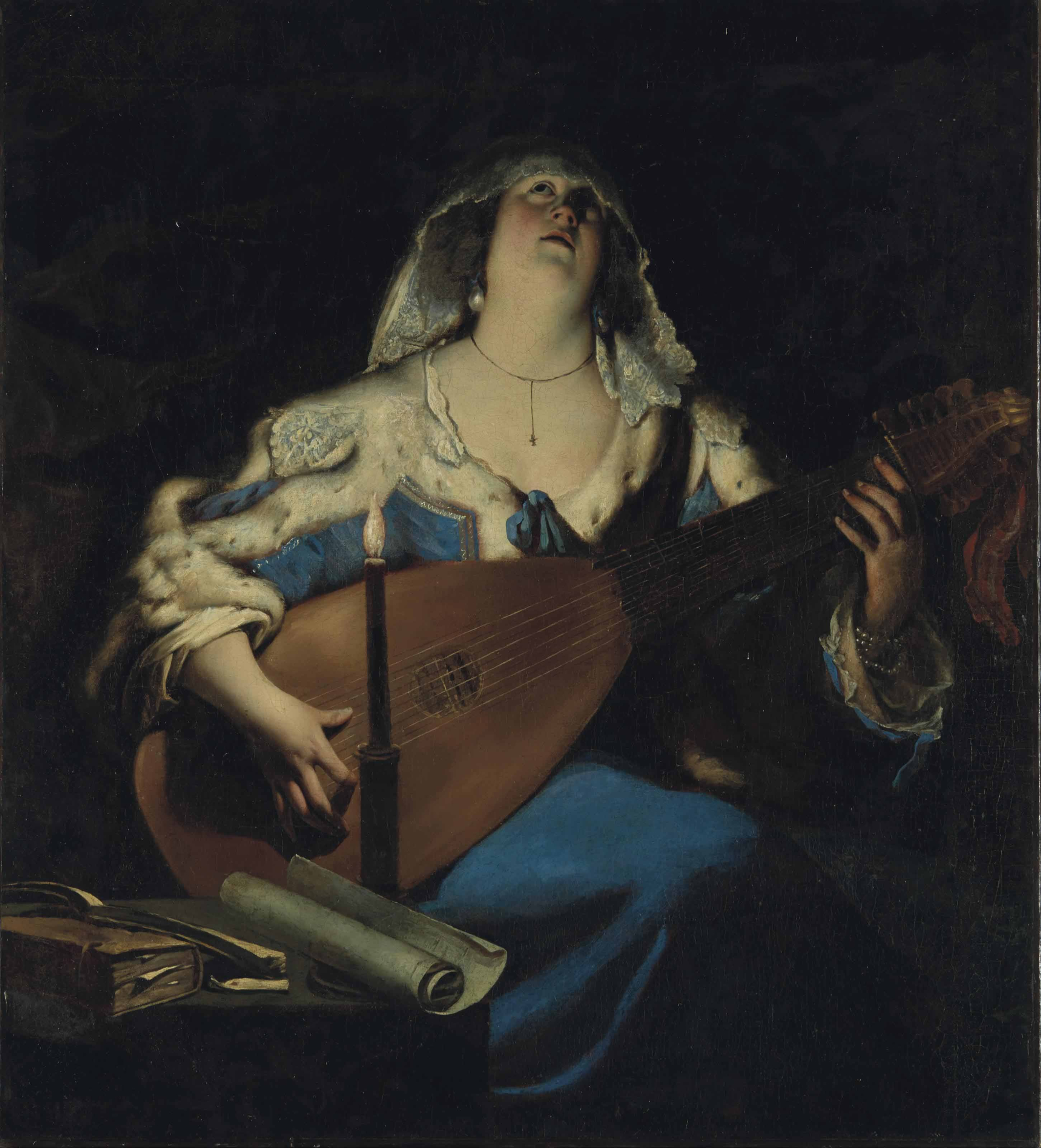
De luitspeler